# Kamtschatarctos sinelnikovae
Kamtschatarctos sinelnikovae — викопний вид ластоногих ссавців родини Моржеві (Odobenidae). Вид мешкав у середньому міоцені (15-12 млн років тому) на північно-західному узбережжі  Тихого океану. Скам'янілі рештки виду знайдені на сході Росії на заході  Камчатського краю у долині річки Ухтолок.